# Kekečeve smicalice
Kekečeve smicalice je slovenski dječji pustolovni film. Snimljen je prema trilogiji Josipa Vandota. Treći je film o Kekecu. U posljednjem dijelu trilogije ponovo se pojavljuje zli lovokradica Bedanec. Na Festivalu igranog filma u Puli 1969. Niko Matul dobio je Zlatnu arena za scenografiju.

## Radnja
U ovom filmu Kekec se suočava s ozbiljnim problemima. Hrabri Kekec uz pomoć svojih starih prijatelja, Mojce, Briclja i Rožle opet odolijeva okrutnom lovokradici Bedancu. Bedanec uhvati Brinclja i Rožlu, hrabri, ali Kekec ih svojom domišljatošću oslobodi i trikov prevari lakomog Bedanca, koji se uhvati u vlastitu zamku. Bedanec ga moli da ga oslobodi iz zamke, a Bedanca to nije naučilo. Mir će donijeti mudrijan Vitranc.

## Filmska ekipa
Scemarij
- Josip Vandot

Fotografija
- Ivan Marinček

Glazba
- Bojan Adamič

Uloge
- Zlatko Krasnič (Kekec)
- Jasna Krofak (Mojca)
- Polde Bibič (Bedanec)
- Milorad Radovič (Brincelj)
- Fanika Podobnikar (Tinkara)
- Boris Ivanovski (Rožle)
- Jože Zupan (Vitranc)

Tehnički podatci:
- 35 mm
- u boji

## Vanjske poveznice
- Kekčeve ukane  Arhivirana inačica izvorne stranice od 28. kolovoza 2011. (Wayback Machine)